# Jordi Galceran
Pour les articles homonymes, voir Galceran.
Jordi Galceran i Ferrer (prononcé en catalan : [ˈʒɔɾði ɣəlsəˈɾan]), né le 5 mars 1964 à Barcelone, est un dramaturge, scénariste et traducteur catalan, personnalité de l'Institut del Teatre. 
Il est notamment connu pour sa pièce La Méthode Grönholm (2003) et pour El cor de la ciutat, série catalane à succès., dont il est le scénariste.

## Biographie
Jordi Galceran étudie la philologie à l'université de Barcelone et commence sa carrière en 1988 au théâtre. Il rejoint l'Institut del Teatre.
En 1995, sa pièce Paraules encadenades (en français : Mots enchaînés) est présentée en avant-première par Eliseu Climent à Valence, avant d'être jouée en 1997 au Teatre Romea de Barcelone, avec la comédienne Emma Vilarasau. L'œuvre remporte le 20e prix Born de Teatre.
Jordi Galceran est également l'un des créateurs de la série télévisée de TV3 El cor de la ciutat (2000-2009). Il est aujourd'hui l'une des personnalités majeures du théâtre en Catalogne.

## Travaux
- 1994. Surf.
- 1995. Paraules encadenades
- 1996. Dakota
- 1998. Fuita
- 2002. Gaudí
- 2003. El mètode Grönholm (La Méthode Grönholm)
- 2005. Carnaval
- 2007. Cancun.
- 2013. El crèdit (Le Crédit[8])